# Umeå Airport
Luchthaven Umeå City (IATA: UME, ICAO: ESNU) ligt ongeveer 4 km ten zuidwesten van Umeå, Zweden.
Umeå City is de tweede luchthaven van het noorden van Zweden (Norrland) en de 6de van Zweden. De luchthaven had 1.048.000 passagiers in 2015. Norwegian Air Shuttle vliegt vanaf Stockholm Arlanda naar het regionale vliegveld.